# Зарубин, Валентин Иванович
Валенти́н Ива́нович Зару́бин (30 октября 1867, Харьков — 1938, Земун) — русский дерматолог, венеролог, доктор медицины, профессор.

## Биография
Валентин Иванович Зарубин родился 30 октября 1867 года в Харькове, в семье известного российского врача И. К. Зарубина.
Изучал медицину в Харьковском университете и Военно-медицинской академии. С 1891 по 1894 г.г. В. И. Зарубин состоял ординатором сифилидологической клиники Военно-медицинской академии под руководством В. М. Тарновского. В 1897 году В. И. Зарубин защитил диссертацию на степень доктора медицины «К учению о слизевых (бокаловидных) клетках».
В 1897—1899 г.г. проходил стажировку за границей, где работал в клиниках М. Капоши (Вена), Ж. А. Фурнье (Париж), А. Л. Нейссера (Бреславль), Й. Ядассона (Берн).
С 1898 по 1903 г.г. В. И. Зарубин занимал должность приват-доцента кафедры кожных и венерических болезней Харьковского университета, а с 1904 года был экстраординарным профессором той же кафедры в Новороссийском университете.
В эмиграции заведовал отделением городской больницы в Скопье.
Скончался Валентин Иванович в 1938 году в городе Земун.

## Основные труды
- Зарубин В. И. К учению о слизевых (бокаловидных) клетках (диссертация). — Харьков, 1897.
- Зарубин В. И. Дерматологические письма из Парижа и Вены. — Харьков, 1899.